# زمین دیگر
زمین دیگر (انگلیسی: Another Earth) که به نام همزاد زمین نیز شناخته شده‌است، فیلمی در ژانر علمی–تخیلی و درام به کارگردانی مایک کیهیل است که در سال ۲۰۱۱ منتشر شد. از بازیگران آن می‌توان به ویلیام میپاتر، بریت مارلینگ، و کومار پالانا اشاره کرد.
این فیلم برای اولین بار در جشنواره فیلم ساندنس در ژانویه ۲۰۱۱ به نمایش درآمد و در ۲۲ ژوئیه ۲۰۱۱ توسط فاکس سرچلایت پیکچرز به نمایش درآمد. این فیلم دو نامزدی در سی و هشتمین جوایز ساترن برای بازی مارلینگ و برای نویسندگی کیهیل و مارلینگ به دست آورد.

## داستان

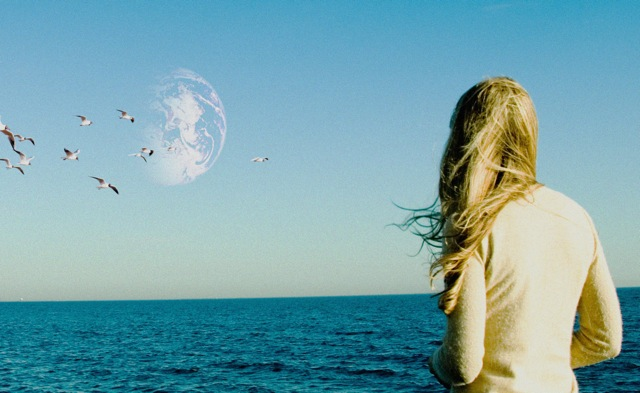
زمین دیگر

رودا ویلیامز (بریت مارلینگ)، دختر ۱۷ ساله باهوشی که عمر را کوتاهش به تحقیق درباره نجوم گذرانده‌است، از دریافت پذیرش در MIT خوشحال می‌شود. او جشن می‌گیرد، با دوستانش مشروب می‌نوشد، پشت فرمان نشسته و راهی منزل می‌شود. در طول راه مجذوب گوش دادن به داستانی از رادیو در مورد سیاره‌ای شبیه به زمین که اخیراً کشف شده‌است، می‌شود و بدون توجه به جاده، از پنجره خودرو به ستاره‌ها خیره می‌شود و ناخواسته به یک ماشین متوقف‌شده پشت چراغ قرمز، در یک تقاطع، برخورد می‌کند و جان باروز (ویلیام ماپوتر) را به کما می‌برد و همسر باردارش را می‌کشد. رودا پس از گذراندن دوران محکومیت چهار ساله خود، در دبیرستان سابق خود سرایدار می‌شود و با احساس گناه و پشیمانی دست و پنجه نرم می‌کند.
رودا با شنیدن اخبار بیشتر در مورد زمین ۲، وارد مسابقه مقاله‌‌نویسی می‌شود که توسط یک کارآفرین میلیونر حمایت می‌شود که یک پرواز فضایی غیرنظامی را به زمین ۲ پیشنهاد می‌کند.
یک روز رودا، جان را می بیند که یک اسباب‌بازی در محل حادثه گذاشته‌است. او به قصد عذرخواهی به خانه او می‌رود. جان در را باز می‌کند. رودا وانمود می‌کند که یک خدمتکار است که یک روز رایگان نظافت را به عنوان یک ابزار بازاریابی ارائه می‌کند. جان که از دانشکده موسیقی ییل اخراج شده و خانه و خودش را رها کرده‌است. او پیشنهاد رودا را می‌پذیرد. جان نمی‌داند رودا کیست و وقتی کار رودا تمام شد، از او می‌خواهد که هفته آینده برگردد. با گذشت زمان، یک رابطه بین این دو ایجاد می‌شود و آنها رابطه جنسی برقرار می‌کنند.
رودا در مسابقه مقاله برنده می‌شود و یکی از اولین کسانی است که به زمین دیگر سفر می‌کند. جان از او می خواهد که نرود، زیرا معتقد است ممکن است آینده‌ای با هم داشته باشند. رودا سرانجام تصمیم می گیرد حقیقت را در مورد هویتش به جان بگوید. جان ناراحت می‌شود و او را از خانه بیرون می‌کند.
رودا می شنود که یک اخترفیزیکدان در تلویزیون صحبت می‌کند و فرضیه "آینه شکسته" را توصیف می کند که بیان می‌کند با مشاهده زمین دوقلو، همزمانی رویدادهایی که در هر دو زمین اتفاق می‌افتد شکسته شده‌است. رودا با عجله به خانه جان برمی‌گردد، اما جان از راه دادن او امتناع می‌ورزد. رودا وارد خانه می‌شود و جان شروع به خفه کردن وی می‌کند. جان متوقف می‌شود، و هنگامی که رودا حالش خوب می‌شود، به او در مورد این نظریه می‌گوید و این‌که ممکن است خانواده‌اش هنوز در زمین دیگر زنده باشند. رودا بلیت را برای جان می‌گذارد. با گذشت زمان، او متوجه می‌شود که جان این هدیه را پذیرفته و یکی از اولین مسافران غیرنظامی فضایی به زمین دیگر می‌شود.
چهار ماه بعد، در یک روز مه‌آلود، رودا به خانه‌اش نزدیک می‌شود و خود دیگرش را از زمین ۲ می‌بیند که مقابلش ایستاده‌‌است.